# Roger Jepsen
Roger William Jepsen, född 23 december 1928 i Cedar Falls, Iowa, död 13 november 2020, var en amerikansk republikansk politiker. Han var viceguvernör i delstaten Iowa 1969–1972. Han representerade Iowa i USA:s senat 1979–1985. 
Jepsen tjänstgjorde som fallskärmsjägare i USA:s armé 1946–1947. Han avlade 1950 kandidatexamen och 1953 masterexamen vid Arizona State College i Tempe. Han var sedan verksam inom hälsovårds-, jordbruks- och försäkringsbranscherna i Iowa. Han var ledamot av delstatens senat 1967–1969.
Jepsen efterträdde 1969 Robert D. Fulton som viceguvernör och innehade ämbetet fram till år 1972. Han besegrade sittande senatorn Dick Clark i senatsvalet 1978. Jepsen kandiderade till omval i senatsvalet 1984 men förlorade mot utmanaren Tom Harkin.
Jepsen var lutheran och frimurare.